# Unterfußdüngung

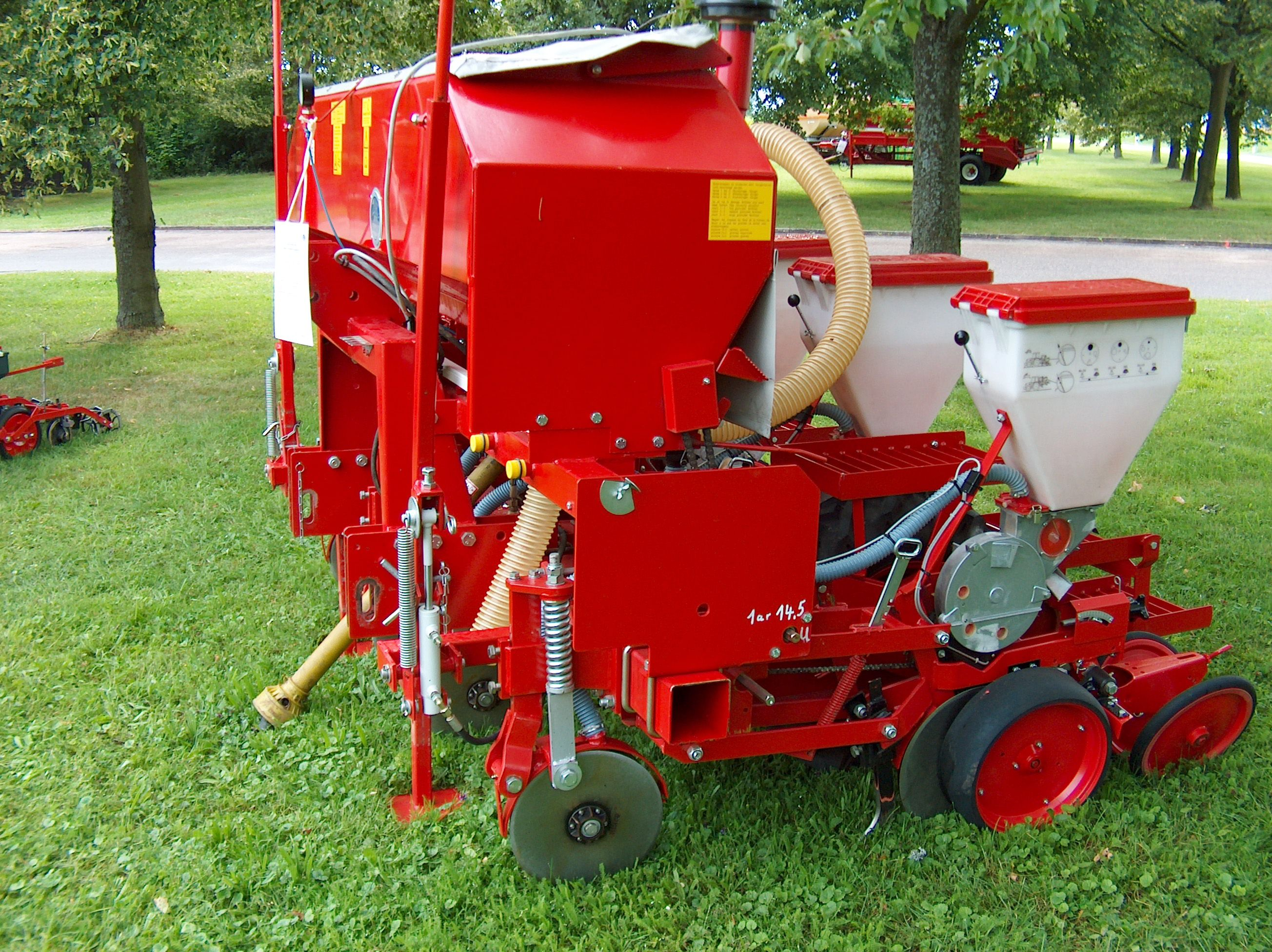
Maisdrillmaschine mit Unterfuß-Düngeeinrichtung

Unterfußdüngung bezeichnet die Einbringung von Düngemitteln unterhalb des Saathorizontes gleichzeitig mit der Drillsaat.
In Deutschland wird das Verfahren vor allem bei Mais standardmäßig eingesetzt. Mais hat in der Jugendentwicklung vor allem bei Kälte ein schlechtes Phosphataneignungsvermögen. Um Salzschäden durch den Dünger zu vermeiden, muss das Düngerband 5 cm unter dem Samen sowie idealerweise 5 cm seitlich versetzt zur Saatgutreihe erfolgen.